# 倫卡科爾布盧伊鄉
44°42′N 24°45′E / 44.700°N 24.750°E
倫卡科爾布盧伊鄉（羅馬尼亞語：Comuna Lunca Corbului, Argeș），是羅馬尼亞的鄉份，位於該國中南部，由阿爾傑什縣負責管轄，面積104平方公里，海拔高度235米，2007年人口2,928，人口密度每平方公里28人。